# 刘风竹
刘风竹（1889年—1981年），字冬轩，男，吉林德惠人，中国政治人物，曾任吉林省教育厅厅长，吉林省政协副主席，第四、五届全国政协委员。